# Stewart Grand Prix
Stewart Grand Prix a fost o echipă de Formula 1 care a concurat in campionatul mondial între sezoanele 1997 și 1999, fiind fondată de către Jackie Stewart și fiul său Paul.
În 1999 echipa a fost vândută americanilor de la Ford și a devenit Jaguar Racing.

## Palmares în Formula 1
| Sezon | Piloți                                                                 | Puncte | Loc clasament general |
| ----- | ---------------------------------------------------------------------- | ------ | --------------------- |
| 1999  | Rubens Barrichello / Johnny Herbert                                    | 36     | 4                     |
| 1998  | Rubens Barrichello / Jan Magnussen (7 curse); Jos Verstappen (9 curse) | 5      | 8                     |
| 1997  | Rubens Barrichello / Jan Magnussen                                     | 6      | 9                     |

1. ↑  „NMP Case Studies - Stewart Grand Prix”. The UK's National Measurement Laboratory. Arhivat din original la 11 aprilie 2005. Accesat în 10 ianuarie 2016.